# Pihla Pelkiö
Pihla Pelkiö (ur. 27 września 1989) – fińska siatkarka grająca na pozycji środkowej, reprezentantka Finlandii.